# Scutomyia bambusicola
Scutomyia bambusicola is een muggensoort uit de familie van de steekmuggen (Culicidae). De wetenschappelijke naam van de soort is voor het eerst geldig gepubliceerd in 1946 door Knight & Rozeboom.